# Mendes Thame
Antonio Carlos de Mendes Thame (Piracicaba, 13 de junho de 1946 – Piracicaba, 28 de abril de 2022), mais conhecido como Mendes Thame, foi um engenheiro agrônomo, advogado, professor, apresentador de TV, ambientalista, escritor e ex-político brasileiro.

## Biografia

### Formação acadêmica e trajetória profissional
Filho de José Abdalla Thame e Carolina Mendes Thame, Antonio Carlos de Mendes Thame é um engenheiro agrônomo formado pela Escola Superior de Agricultura Luiz de Queiroz da Universidade de São Paulo (ESALQ/USP) e advogado formado pela Pontifícia Universidade Católica de Campinas (PUC-Campinas). É casado com Nancy Ferruzzi, com a qual tem uma filha chamada Sofia Ferruzzi Thame.
Antonio foi professor licenciado do Departamento de Economia da ESALQ/USP. Foi, ainda, o apresentador do programa dominical da Rede Vida Viver Sustentável.

### Trajetória na vida pública
Antonio foi prefeito de Piracicaba entre 1993 e 1996 e o secretário de Recursos Hídricos, Saneamento e Obras do estado de São Paulo durante os governos Mário Covas/Geraldo Alckmin entre 1999 e 2002. 
Foi o primeiro presidente do Comitê das Bacias Hidrográficas Piracicaba, Capivari, Jundiaí (PCJ), em 1993. Fundador do PSDB em junho de 1988, foi eleito deputado federal em 1986 (ainda pelo PMDB), 1990 (já pelo PSDB), 1998, 2002, 2006 e 2010.
Foi eleito suplente de deputado federal em 2014, para a 55.ª legislatura (2015-2019), pelo PSDB. No dia 8 de março de 2016, deixa o PSDB e ingressa no Partido Verde (PV). Assumiu o mandato após a renúncia de Bruno Covas Em abril de 2017 foi favorável à Reforma Trabalhista. Em agosto de 2017 votou a favor do processo em que se pedia abertura de investigação do então presidente Michel Temer.

### Atividade parlamentar
Participou da Assembleia Nacional Constituinte (1987-1988); autor de seu único projeto aprovado resultou na Lei Complementar 128/2008, que criou o  Microempreendedor Individual (MEI), Coordenador da Frente Parlamentar Mista Pró-Gás Natural; Presidente do Comitê Executivo, Capítulo Brasileiro, do Global Organization Of Parliamentarians Against Corruption (GOPAC).

### Morte
Segundo assessoria do político, Mendes estava fazendo um tratamento para uma artrose de sistemas múltiplos. Ele foi internado em 28 de abril de 2022 no Hospital Unimed após ter passado mal, onde teve uma parada cardiorrespiratória e acabou por falecer.